# Dixonius aaronbaueri
Espèce
Dixonius aaronbaueri est une espèce de geckos de la famille des Gekkonidae.

## Répartition
Cette espèce est endémique du Viêt Nam. Elle se rencontre dans les provinces de Ninh Thuận et de Bình Thuận.

## Étymologie
Cette espèce est nommée en l'honneur de Aaron Matthew Bauer.

## Publication originale
- Ngo & Ziegler, 2009 : A new species of Dixonius from Nui Chua National Park, Ninh Thuan Province, southern Vietnam (Squamata, Gekkonidae).'" Zoosystematics and Evolution, vol. 85, n. 1, p. 117-125.